# Polygon (strona internetowa)
Polygon – amerykańska strona internetowa o tematyce związanej z grami komputerowymi, założona w 2012 roku przez Vox Media. Publikuje wiadomości, recenzje i materiały wideo dotyczące gier komputerowych. W odróżnieniu od innych serwisów o podobnej tematyce, skupia się bardziej na społeczności osób tworzących i grających w gry niż na samych grach. Polygon ma wysoką popularność – w marcu 2017 strona została odwiedzona 17,1 miliona razy.